# 4241 Pappalardo
4241 Pappalardo (1981 EX46) là một tiểu hành tinh vành đai chính được phát hiện ngày 2 tháng 3 năm 1981 bởi Schelte J. Bus ở Đài thiên văn Siding Spring trong khóa học thuộc Khảo sát tiểu hành tinh Schmidt-Caltech vương quốc Anh. It was named in 2000 in honor thuộc Neil Pappalardo, one of the primary donors thuộc Magellan Telescopes ở Las Campanas Observatory in Chile.